# Лилякско плато
Лилякското плато е плато в Североизточна България, Източната Дунавска равнина, област Търговище. В платото се намира най-високата точка не само на Източната Дунавска равнина, но и на цялата Дунавска равнина. Името на платото идва от разположеното в югоизточното му подножие село Лиляк, жителите на които го наричат "Стайка".
Лилякското плато се издига в най-южната част на Източната Дунавска равнина, като южно от него преминава условната граница между Дунавската равнина и Предбалкана. На запад и юг достига до долината на река Черни Лом, на югозапад – до долината на река Сива, ляв приток на река Врана (от басейна на Камчия), която го отделя от Преславска планина, на североизток склоновете му потъват в Търговищката котловина, а на север плавно преминава в южните части на Разградските височини. Дължината на платото от запад на изток е около 19 – 20 км, а ширината му от север на юг – около 10 – 11 км. Максималната височина от 516,9 m (най-високата точка на цялата Дунавска равнина) е Безименен връх до 27 юли 2017 г. С Решение №1 на Общински съвет Търговище от същата дата (Протокол №25), съгласно доклад на д-р Дарин Димитров, кмет на Община Търговище, основание чл. 21, ал. 1, т. 18 и ал. 2 от ЗМСМА, по инициатива на географа доц. д-р Александър Сарафов, върхът е именуван „Александров“ в чест на Княз Александър I Батенберг. Върхът е разположен в южната част на платото, на 2 км североизточно от село Александрово.
Платото е изградено от неокомски мергели и пясъчници, които са припокрити от аптски варовици. На запад, юг и изток склоновете му се спускат стръмно към реките Черни Лом и река Сива (ляв приток на река Врана, от басейна на Камчия) и Търговищката котловина, а на север са полегати. Общият наклон е на запад. Силно е разчленено от началните, десни притоци на река Черни Лом и като цяло представлява обърната наляво (на запад) буква „Ш“.
Климатът е умерено-континентален със сравнително студена зима и топло лято. Почвите са сиви горски и излужени черноземи, обрасли с редки храсти и храсталаци от дъб и габър.
В средата на платото са разположени селата Марчино, Кошничари, Глогинка и Росина, а по склоновете му – Априлово (на запад); Долна Кабда, Горна Кабда, Пресиян (село), Александрово и Лиляк (на юг); Момино, Здравец и Подгорица (на изток); Голямо Ново и Дралфа (на север).
Покрай североизточното и северното подножие на платото, на протежение от 28,4 км, от Търговище до гара Караджата преминава участък от трасето на жп линията София – Горна Оряховица – Варна.
В същия участък и успоредно на жп линията преминават и участъци от два пътя от Държавната пътна мрежа:
- Участък от 15,8 км между селата Светлен и Дралфа от второкласен път № 51 Бяла – Попово – Пресяк.
- Участък от 12,6 км между Търговище и Дралфа от второкласен път № 74 Велики Преслав – Търговище – Дралфа.

## Топографска карта
- Лист от карта K-35-29. Мащаб: 1 : 100 000.
- Лист от карта K-35-30. Мащаб: 1 : 100 000.